# Argun (Txetxènia)
Argun o Ustrada (rus: Аргу́н; txetxè: Устрада), és una localitat de Txetxènia, al Districte de Xalinski, situada al costat del riu del que pren el nom. L'any 2002 tenia 25.698 habitants. Argun disposa d'una de les plantes industrials més importants de Txetxènia, la fàbrica d'automòbils TxetxenAvto, que des del 1962 fins al 1991 havia estat la fàbrica Pishchemash del grup industrial Malyshev, dedicada a la producció de maquinària per a la indústria alimentària. Després de la fi del règim soviètic, la ciutat va patir durant els anys 90 la inestabilitat i la violència de les guerres txetxenes.
L'any 2017 Argun va ser notícia internacional quan Nóvaia Gazeta va publicar una notícia sobre la possible construcció de camps de concentració per a gais en un antic complex militar de la ciutat, en el marc de les polítiques homofòbiques del govern de Ramzan Kadírov.

## Llocs d'interès

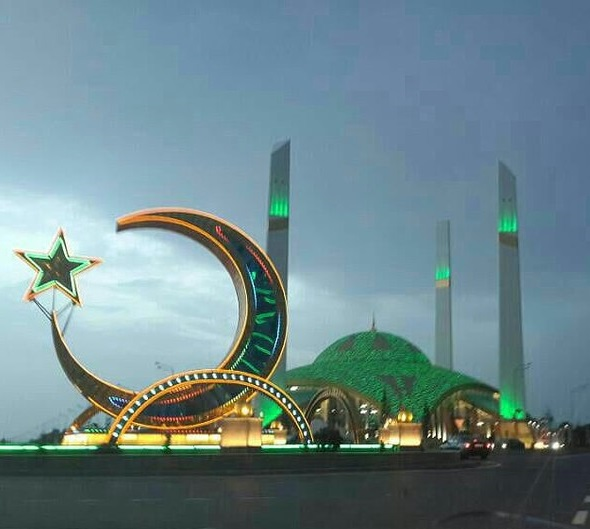
La mesquita d'Argun

- La moderna Mesquita d'Argun, obra de l'estudi d'arquitectura turc Baykan Mimarlik construïda l'any 2014 després de quatre anys de treballs, amb capacitat per a 7.000 persones.[4] Porta el nom de la mare de Ramzan Kadírov, Aimani Nessievna Kadirova (Аймани Несиевна Кадырова).[5]